# University of North Carolina at Wilmington
La University of North Carolina Wilmington (anche conosciuta come UNC Wilmington e UNCW) è un'università pubblica di Wilmington, nella Carolina del Nord, negli Stati Uniti d'America, facente parte dell'omonimo sistema universitario.

## Storia
La University of North Carolina Wilmington venne inaugurata nel 1947 e prendeva il nome di Wilmington College. Assunse il nome attuale nel 1969. Oggi viene frequentata da circa 18.000 studenti all'anno.